# Frida María Armas Pfirter
Frida María Armas Pfirter (Santa Fe, 30 de septiembre de 1957) es una argentina especialista en derecho internacional público y derecho del mar y coordinadora general de la Comisión Nacional del Límite Exterior de la Plataforma Continental Argentina.

## Biografía
Se recibió de abogada en la Universidad Católica Argentina, en Rosario, en 1983. En 1992 se doctoró en Derecho Internacional por la Universidad de Buenos Aires, y se le otorgó el "premio Facultad" de esta universidad.
Fue becada para realizar estudios de postgrado por la Universidad de las Naciones Unidas (1995), la Academia de Derecho Internacional de La Haya (1986, 1988,1991,1994), la Organización de Estados Americanos (OEA-1989), la Comisión de Derecho Internacional de Naciones Unidas (Ginebra-1988) y el Instituto Interamericano de Derechos Humanos (Costa Rica-1987).

### Trayectoria profesional
Desde 1987 fue profesora de Derecho Internacional Público. Posteriormente, pasó a ser profesora titular de la Universidad Austral y profesora titular de la Facultad de Derecho de la Universidad de Buenos Aires.
Entre 1992 y 1997 fue Secretaria Letrada de la Corte Suprema de Justicia de la República Argentina. En 1997 fue designada para liderar la puesta en funcionamiento de la Comisión Nacional del Límite Exterior de la Plataforma Continental Argentina (COPLA). A partir de la constitución formal de la Comisión Nacional en marzo de 1998 pasó a ser la Coordinadora General.
Trabajando desde 2001 como experta en la Autoridad Internacional de Fondos Marinos (Organización Internacional creada por la Convención de Naciones Unidas sobre el Derecho del Mar con sede en Kingston, Jamaica). Entre el 2001-2011 como miembro de la Comisión Jurídica y Técnica, y desde el 2012 como Miembro del Comité de Finanzas. Integrando desde 2009 la lista de Conciliadores, y la lista de Árbitros (por la Argentina) del sistema de solución de controversias de la Convención de Naciones Unidas sobre el Derecho del Mar.
Miembro del “Consejo Consultivo del Decenio de Naciones Unidas para los Océanos”, UNESCO-COI, 2022-2023. 
Miembro del Comité Directivo para la elaboración del “White Paper on Oceanas” para los 150 años de la Asociación de Derecho Internacional, 2021 al 2023. 
Elegida por Alemania como miembro del “International Expert Groups for the kick-off Conference of the UN Decade of Ocean Science – abril de 2020. 
Experto de la Comisión Nacional de Evaluación y Acreditación Universitaria (CONEAU) en la disciplina Derecho Internacional, área de especialización: Derecho del Mar, Derecho ambiental internacional, desde el 10 de junio de 2003 hasta la actualidad.
Miembro titular del Consejo Asesor del Sistema Nacional de Datos del Mar (SNDM) del Ministerio de Ciencia y Tecnología, desde abril de 2011.
Coordinadora General de Proyectos del Programa de Naciones Unidas para el Desarrollo (PNUD) desde 1998 hasta la actualidad: Proyectos ARG/98/008; ARG/06/018; ARG/10/009 y ARG/17/009. 

#### Integró la Delegación Argentina en numerosas reuniones internacionales, entre otras
- Jefe y/o Miembro de Delegación Argentina en reuniones ante la Comisión y la Subcomisión de Límites de la Plataforma Continental que analizó la presentación argentina en Naciones Unidas (Nueva York, 2001, 2009, 2012, 2013, 2014, 2015, 2016 y 2017).[8]
- Miembro de la Delegación Argentina entre los períodos 5° y 26° Período de Sesiones de la Autoridad Internacional de Fondos Marinos (Kingston-Jamaica, 1999-2021).
- Jefe y/o Miembro de la Delegación Argentina en reuniones técnicas bilaterales sobre límite exterior de la plataforma continental con otros países con problemáticas semejantes: Brasil, Uruguay, Dinamarca, Cuba, Ecuador, Reino Unido y Chile.[9]
- Integrante de la Delegación argentina en audiencias del Tribunal Internacional del Derecho del Mar (2010, 2011, 2012).
- Miembro de la Delegación Argentina en reuniones de Naciones Unidas vinculadas al Derecho del Mar, entre otras: Reunión de Estados Parte de la Convemar (2012, 2016); Grupo de Trabajo sobre Biodiversidad fuera de los límites de la jurisdicción nacional (2010, 2011), Proceso abierto de consultas oficiosas de Naciones Unidas sobre los Océanos (2004, 2007, 2012).[1]
- Miembro de la Delegación Argentina en la Reunión de la Zona de Paz y Cooperación del Atlántico Sur (ZPCAS), 7 y 9 de mayo de 2007, Palacio San Martín, Buenos Aires.
- Miembro de la Delegación Argentina en la Primera Reunión del Grupo de Trabajo Abierto sobre Áreas Protegidas, 13 al 17 de junio de 2005, Montecatini, Italia.
- Miembro de la Delegación Argentina a la “Reunión Técnica de la FAO para un Código de Conducta para la Pesca Responsable, Roma, septiembre de 1994.

#### Profesora de Derecho Internacional Público desde 1987 hasta la actualidad, tanto en grado como posgrado, en el país y en el extranjero. Entre otros
- Desde 2015 Profesora Titular Ordinaria por concurso público de antecedentes y oposición de la Facultad de Derecho de la Universidad de Buenos Aires.
- Profesora Titular de Derecho Internacional Público en la Universidad Austral, Buenos Aires, desde el 2002.
- Directora de la Diplomatura en Políticas Públicas para un uso sustentable de los Océanos, Universidad Austral, desde 2021.
- Training Leader en el “Training Course on Ocean Governance, Ocean Sciences and Geoethics” del Centro de Capacitación para América Latina y el Caribe del International Ocean Institute (IOI), desde 2018.
- Profesora de la Yeosu Academy of the Law of the Sea en la Sesion 2019, a cargo del tema “La Zona y sus recursos”, Yeosu (Corea).
- Profesora del Máster en Magistratura Judicial (Módulo Derecho del Mar) de la Facultad de Derecho de la Universidad Austral, desde 2006 hasta 2018.
- Profesora en la Duodécima Sesión de la Rhodes Academy of Oceans Law and Policy, “Promoting the Rule of Law in the World’s Oceans” Rhodas, Grecia, 16-20 de julio de 2007. Tema: “The Protection of the Marine Environment in the Area".
- Profesor del “XXIX Curso de Derecho Internacional - “Recursos Naturales, Energía, Medio Ambiente y el Derecho Internacional”, organizado por el Comité Jurídico Interamericano y la Subsecretaría de Asuntos Jurídicos - Departamento de Derecho Internacional- de la Organización de los Estados Americanos (OEA), con el tema “El aprovechamiento de los recursos naturales de la plataforma continental y los fondos marinos y la protección del medio ambiente, en la ciudad de Río de Janeiro, entre el 25 y el 30 de agosto de 2002.
- Profesora visitante en la “Especialización en Derecho Ambiental” en la Universidad Católica Argentina, desde el 1/4/00 hasta el 30/12/00.
- Profesora del postgrado en Recursos Naturales de la Universidad de Buenos Aires, a cargo del curso "Los recursos naturales del mar", 1993-1998.

#### Participación en Congresos y Conferencias
Ha dictado más de 200 conferencias/disertaciones en el país y en el extranjero.

## Publicaciones relevantes
Autora de tres libros y más de 50 capítulos de libros y artículos especializados tanto en Argentina como en el extranjero:
- “The “Common Heritage of Mankind” Principle and the Equitable Sharing of Benefits”, en Ascencio-Herrera and Nordquist, The United Nations Convention on the Law of the sea, Part XI Regime and the International Seabed Authority: a Twenty-Five Year Journey”, Brill, 2022 (en prensa).
- “The continental Shelf and its Outer Limit” and “La plataforma continental y su límite exterior”, Audiovisual Library of International Law, United Nations Codification Division, Office of Legal Affairs, 2019 (https://legal.un.org/avl/ls/Armas-Pfirter_LS.html ).
- “Article 82 of UNCLOS: A Clear Outcome of the ‘Package Deal’ Approach of the Convention Negotiation”, in International Ocean Institute (IOI), The Future of Ocean Governance and Capacity Development – essays in Honor of Elizabeth Mann Borgese, Brill-Nijhoff, Leiden-Boston, 2018, pp. 134-141.
- “The International Seabed Authority and the protection of biodiversity”, in TOLEDO, Andre de Paiva/Tassin, Virginie (Eds.), Guide to the Navigation of Marine Biodiversity beyond National Jurisdiction, Editora D´Plácido, Belo Horizonte, 2018, pp. 221-246.
- “Los Estados Latinoamericanos y el límite exterior de la plataforma continental,” in América Latina ante el Derecho Internacional del Mar – Liber Amicorum Dr. Alfredo Martínez Moreno, Tirant Lo Blanch, Valencia, 2018, pp. 121-150.
- “La plataforma continental más allá de las 200 millas marinas: desafíos y oportunidades”, en Comité Jurídico Interamericano, Curso de Derecho Internacional, XLV-2018, pp. 339-374.
- “The Seabed Disputes Chamber: Moving Forward”, en Legal Order in the World’s Oceans: the UN Convention on the Law of the Sea” John Norton Moore (Ed), Brill Academic Publishers, 2017, pp. 210-227;
- “The Outer Limit of the Continental Shelf in the Recent International Jurisprudence”, en FERNANDEZ-SANCHEZ, P.A.(Ed.), New Approaches to the Law of the Sea - In Honor of Ambassador José Antonio de Yturriaga-Barberán", Nova Science Publishers, Inc., New York, 2017, pp. 133-148;
- “Capítulo 33: La Zona internacional de los fondos marinos”, en González Napolitano, Silvina (ed.), Lecciones de Derecho Internacional Público, Errepar, Buenos Aires, 1° edic., 2015, pp. 671-700;
- “The Applicability and the Application of the evidence to the Contrary”, co-autoría con Paterlini, Marcelo, en Capítulo 14 de: Technical and Legal Aspects of the Regimes of the Continental Shelf and the Area – The Fourth Album (Aspectos técnicos y jurídicos de los regímenes de la plataforma continental y la Zona – Tercer Tomo), Science Press, Beijing, 2015;
- “El límite exterior de la plataforma continental argentina – El límite más extenso y nuestra frontera con la humanidad”, en Res Diplomática – Número 1. Mayo 2015, Tercera época,
- Instituto del Servicio Exterior de la Nación (ISEN), pp. 68-97, 2015;
- “Estado del arte de las tendencias sobre legislación relativa a la minería de los Fondos Marinos - Su aplicación al Pacífico Sudeste, incluyendo propuestas para promover la adopción de medidas regionales sobre minería oceánica”, Informe Comisión Permanente del Pacífico Sur, Ecuador, 2012, 91 pp., en http://cpps-int.org/cpps-docs/consultorias+/fondos_marinos/analisis-juridico-fondos-marinos.pdf ;
- "Pandora’s Box” and Article 76 of UNCLOS – A decade of State practice in the outer limit of the continental shelf”, en Technical and Legal Aspects of the Regimes of the Continental Shelf and the Area – T II, China Ocean Press, Beijing, 2012, 122-128;
- Legal Basis within the International Seabed Authority Regulatory Framework for Establishing a Network of Areas of Potential Environmental Interest”, en Memorias de la Comisión Permanente del Pacífico Sur, Ecuador, 2010, pp. 46-52;
- “The Continental Shelf Beyond 200 Nautical Miles: Practice to Date and Some Issues of Debate”, en VIDAS, Davor, Law, Technology and Science for Oceans in Globalisation, The Fridtjof Nansen Institute, Norway, 2010, pp. 477-498;
- “How can Life in the Deep Sea Be Protected?”, en The International Journal of Marine and Coastal Law 24 (2009), 281-307;
- “Marco legal para la protección ambiental en la exploración y explotación de las costras ricas en cobalto”, en COPLA-CARI (Ed.), Los recursos de lecho y subsuelo del mar – Aspectos jurídicos, científicos y económicos de su exploración y explotación, Buenos Aires, 2008, pp. 57-66;
- “Legal Framework for the Environmental Protection on Prospecting and Exploration for Cobalt-Rich Crusts”, en Mining Cobalt-Rich Ferromanganese Crusts and Polymetallic Sulphides Deposits: Technological and Economic Considerations, International Seabed Authority, Jamaica, 2007, 40-56.

## Asociaciones especializadas a las que pertenece
- Académica Titular de la Academia Nacional de Derecho y Ciencias Sociales de Buenos Aires.
- Miembro Consejero del Consejo Argentino para las Relaciones Internacionales (CARI).
- Miembro Pleno del Instituto Hispano Luso Americano de Derecho Internacional (IHLADI).
- Miembro de la International Law Association (ILA).
- Miembro Pleno de la Academia del Mar – Argentina.
- Consejera de la Comisión Directiva de la Asociación de Derecho Comparado (AADC)
- Miembro Titular de la Asociación Argentina de Derecho Internacional (A.A.D.I.).

## Premios y reconocimientos
- Por las tareas realizadas  en COPLA, recibió la “Mención de Honor Senador Domingo Faustino Sarmiento” otorgada por la Cámara de Senadores del Honorable Congreso de la Nación Argentina, “en reconocimiento a su obra destinada a mejorar la calidad de vida de sus semejantes, de las instituciones y de sus comunidades”, noviembre de 2016.[11]
- “Diploma de Honor” en reconocimiento a la labor como Coordinadora de la Comisión Nacional de Límite Exterior de la Plataforma Continental, otorgada por la Cámara de Diputados de la Provincia de Santa Fe, septiembre de 2017.[12]
- “Premio a la Excelencia Académica”, otorgado por el Rector de la Universidad de Buenos Aires, diciembre de 2017.
- “Distinción por destacada actuación profesional” otorgada por el Consejo Profesional de Ciencias Económicas de la Ciudad Autónoma de Buenos Aires en el “Día Internacional de la Mujer”, marzo de 2017.
- Reconocimiento del Sr. Presidente del Consejo Nacional de Investigaciones Científicas y Técnicas (CONICET) por la colaboración llevada a cabo en el Buque Oceanográfico A.R.A. “Puerto Deseado”, 21 de mayo de 2013.
- Diploma de Honor otorgado por la Comisión del Servicio de Justicia Militar “San Alfonso María de Ligorio” en reconocimiento de su trayectoria en el ámbito del Derecho Internacional Público, en la actividad de Delimitación de la Plataforma Continental Argentina y en la Docencia Superior, Buenos Aires, 27 de agosto de 2002.
- “Premio Facultad de Derecho de la Universidad de Buenos Aires”, otorgado por su Tesis sobre "El derecho internacional de pesquerías y su aplicación al problema de la pesca en el frente marítimo del Río de la Plata", mediante Resolución N° 15452/2000 del Consejo Directivo de la Facultad de Derecho y Ciencias Sociales.